# 詹姆斯·全查德
詹姆斯·全查德（英語：James Trenchard，1747年—？）是美國的一位藝術家、版畫家和雕刻家。出生於紐澤西州撒冷郡的彭斯維爾，1777年搬到費城從事雕刻藝術。他是《哥倫比亞雜誌》的插畫家，並在1789年至1790年期間擔任該雜誌的發行人。1793年移居英國。

## 作品集

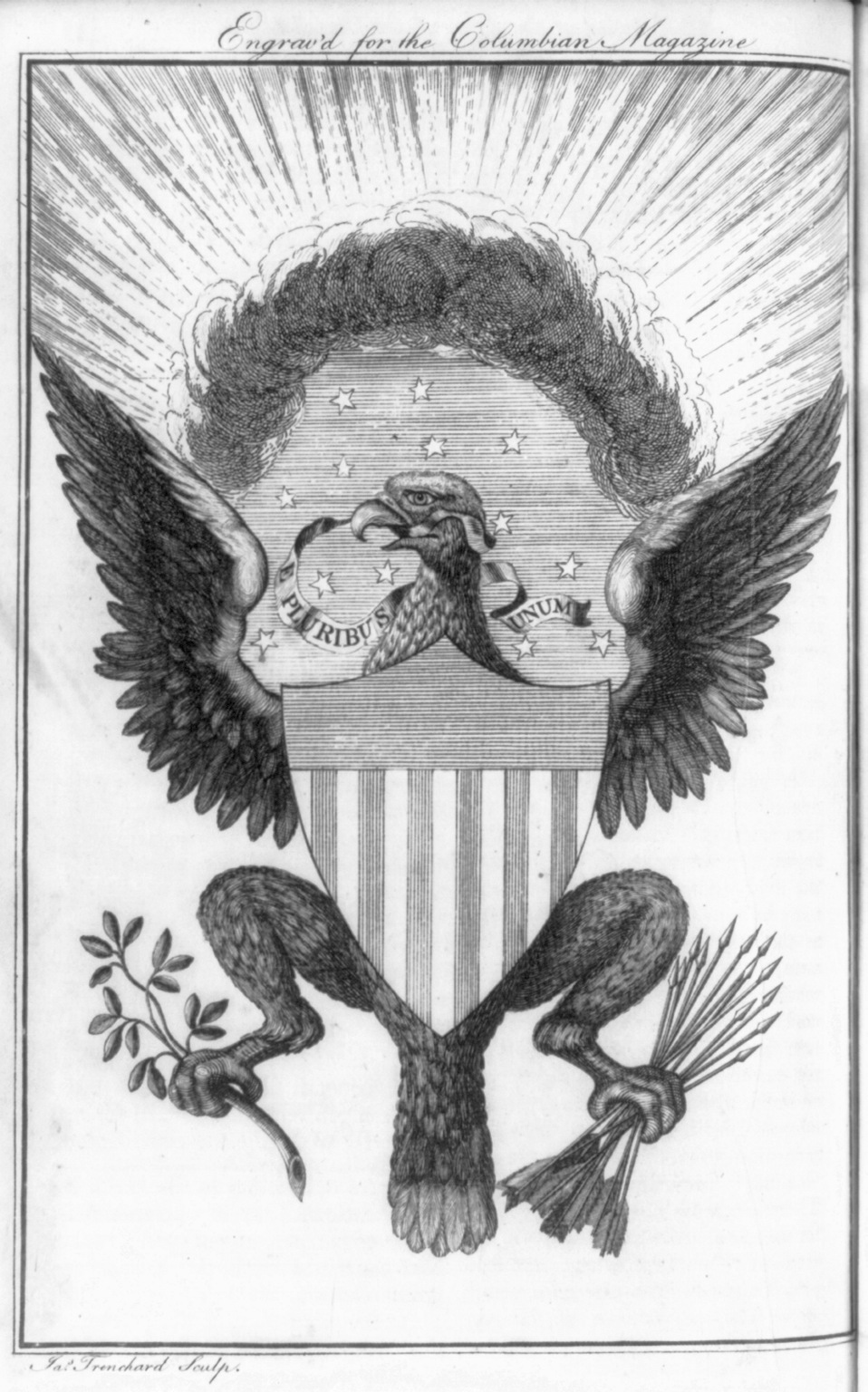
詹姆斯·全查德1786年所繪美國國徽圖樣（英语：Depictions of the Great Seal of the United States）
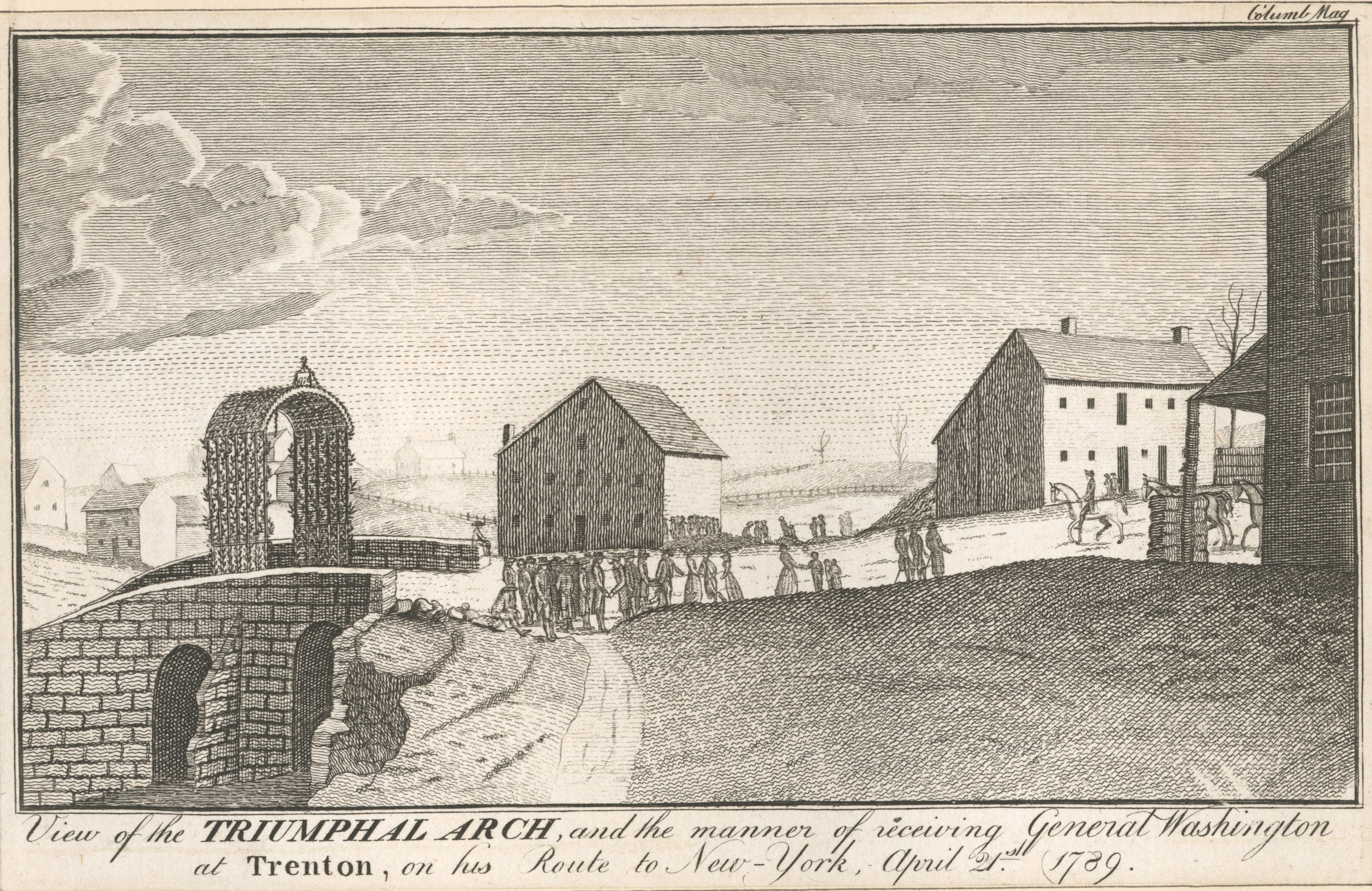
凱旋門一景，詹姆斯·全查德1789年所製喬治·華盛頓於翠登受接待（英语：George Washington's reception at Trenton）版畫插圖